# Municipio de Jenkins (Iowa)
El municipio de Jenkins (en inglés: Jenkins Township) es un municipio ubicado en el condado de Mitchell en el estado estadounidense de Iowa. En el año 2010 tenía una población de 894 habitantes y una densidad poblacional de 9,66 personas por km².

## Geografía
El municipio de Jenkins se encuentra ubicado en las coordenadas 43°22′15″N 92°36′14″O / 43.37083, -92.60389. Según la Oficina del Censo de los Estados Unidos, el municipio tiene una superficie total de 92.54 km², de la cual 92,52 km² corresponden a tierra firme y (0,02 %) 0,02 km² es agua.

## Demografía
Según el censo de 2010, había 894 personas residiendo en el municipio de Jenkins. La densidad de población era de 9,66 hab./km². De los 894 habitantes, el municipio de Jenkins estaba compuesto por el 99,11 % blancos y el 0,89 % eran de una mezcla de razas. Del total de la población el 0,45 % eran hispanos o latinos de cualquier raza.